# بوکیلیلا (فلوریدا)
بوکیلیلا (به انگلیسی: Bokeelia) یک منطقهٔ مسکونی در ایالات متحده آمریکا است که در شهرستان لی، فلوریدا واقع شده‌است. بوکیلیلا ۲۲٫۹ کیلومتر مربع مساحت و ۱٬۹۹۷ نفر جمعیت دارد و ۰٫۶ متر بالاتر از سطح دریا قرار دارد.